# Polygala arcuata
Polygala arcuata là một loài thực vật có hoa trong họ Polygalaceae. Loài này được Hayata miêu tả khoa học đầu tiên năm 1908.